# Atletica leggera maschile ai Giochi della XXIX Olimpiade
Ai Giochi della XXIX Olimpiade di Pechino 2008 sono stati assegnati 24 titoli nell'atletica leggera maschile.

## Calendario
| Gare       |              |          |              |            |            |                         |                         |                   |          |    |    |
| 100 m      | 100 m        |          | 200 m        | 200 m      | 200 m      |                         | Staffetta 4x100 m       | Staffetta 4x100 m |          | 24 |    |
|            |              |          | 400 m        | 400 m      |            | 400 m                   | Staffetta 4x400 m       | Staffetta 4x400 m |          | 24 |    |
| 1500 m     | 3000 m siepi | 1500 m   | 3000 m siepi | 1500 m     | 800 m      | 800 m                   |                         | 800 m             |          | 24 |    |
|            |              |          | 110 m ost.   | 110 m ost. | 110 m ost. | 110 m ost.              |                         |                   |          | 24 |    |
|            |              | 10.000 m |              |            | 5000 m     |                         |                         | 5000 m            |          | 24 |    |
|            | Marcia 20 km |          |              |            |            |                         | Marcia 50 km            |                   | Maratona | 24 |    |
|            | Lungo        | Alto     | Lungo        | Alto       | Asta       |                         | Asta                    |                   |          | 24 |    |
| Peso       | Disco        |          | Triplo       | Disco      |            | Triplo                  |                         |                   |          | 24 |    |
| Martello   |              | Martello |              |            |            | Giavellotto             |                         | Giavellotto       |          | 24 |    |
| 400 m ost. | 400 m ost.   |          | 400 m ost.   |            |            | Decathlon (1ª giornata) | Decathlon (2ª giornata) |                   |          | 24 |    |
|            |              |          |              |            |            |                         |                         |                   |          |    |    |
| Titoli     | 1            | 2        | 2            | 3          | 3          | 1                       | 3                       | 3                 | 5        | 1  | 24 |

|  | Qualificazioni |  | Finali |

I 200 metri vengono arretrati di un giorno, in modo da dare un giorno di riposo agli atleti prima delle staffette.

Invece sui 400 metri si ragiona al contrario: la gara viene spostata in avanti di tre giorni. Risultato: se prima c'erano tre giorni di riposo prima delle staffette, ora non ce n'è più nessuno.

Viene tolto un giorno di riposo anche agli iscritti ai 3000 siepi (chissà perché).
Altra decisione: i 10000 metri si disputano in gara unica.

## Nuovi record
I tre record mondiali sono, per definizione, anche record olimpici.
| Nuovo record mondiale in       | 2 specialità: | 100 m, 200 m.                                                              |
| Nuovo record olimpico in altre | 7 specialità: | 5000, 10.000, Maratona, Marcia 50 km, Asta, Giavellotto e Staffetta 4x400. |

## Risultati delle gare
| Specialità | Oro | Risultato | Argento                                                                                     | Risultato | Bronzo                                                                    | Risultato | Dettagli            |
| --- | --- | --------- | ------------------------------------------------------------------------------------------- | --------- | ------------------------------------------------------------------------- | --------- | ------------------- |
| 100 m | Usain Bolt                                                                                               | 9"69      | Richard Thompson                                                                            | 9"89      | Walter Dix                                                                | 9"91      | Classifica completa |
| 200 m | Usain Bolt                                                                                               | 19"30     | Shawn Crawford                                                                              | 19"96     | Walter Dix                                                                | 19"98     | Classifica completa |
| 400 m | LaShawn Merritt                                                                                          | 43"75     | Jeremy Wariner                                                                              | 44"74     | David Neville                                                             | 44"80     | Classifica completa |
| 800 m | Wilfred Bungei                                                                                           | 1'44"65   | Ismail Ahmed Ismail                                                                         | 1'44"70   | Alfred Kirwa Yego                                                         | 1'44"82   | Classifica completa |
| 1.500 m | Asbel Kiprop                                                                                             | 3'33"11   | Nicholas Willis                                                                             | 3'34"16   | Mehdi Baala                                                               | 3'34"21   | Classifica completa |
| 5.000 m | Kenenisa Bekele                                                                                          | 12'57"82  | Eliud Kipchoge                                                                              | 13'02"80  | Edwin Soi                                                                 | 13'06"22  | Classifica completa |
| 10.000 m | Kenenisa Bekele                                                                                          | 27'01"17  | Sileshi Sihine                                                                              | 27'02"77  | Micah Kogo                                                                | 27'04"11  | Classifica completa |
| 3.000 m siepi | Brimin Kipruto                                                                                           | 8'10"34   | Mahiedine Mekhissi-Benabbad                                                                 | 8'10"49   | Richard Mateelong                                                         | 8'11"01   | Classifica completa |
| 100 m ostacoli | Dayron Robles                                                                                            | 12"93     | David Payne                                                                                 | 13"17     | David Oliver                                                              | 13"18     | Classifica completa |
| 400 m ostacoli | Angelo Taylor                                                                                            | 47"25     | Kerron Clement                                                                              | 47"98     | Bershawn Jackson                                                          | 48"06     | Classifica completa |
| Maratona | Samuel Wanjiru                                                                                           | 2h06'32"  | Jaouad Gharib                                                                               | 2h07'16"  | Tsegay Kebede                                                             | 2h10'00"  | Classifica completa |
| Marcia 20 km | Valerij Borčin                                                                                           | 1h19'01"  | Jefferson Pérez                                                                             | 1h19'15"  | Jared Tallent                                                             | 1h19'42"  | Classifica completa |
| Marcia 50 km | Alex Schwazer                                                                                            | 3h37'09"  | Jared Tallent                                                                               | 3h39'27"  | Denis Nižegorodov                                                         | 3h40'14"  | Classifica completa |
| Salto in alto | Andrej Sil'nov                                                                                           | 2,36 m    | Germaine Mason                                                                              | 2,34 m    | Jaroslav Rybakov                                                          | 2,34 m    | Classifica completa |
| Salto con l'asta | Steve Hooker                                                                                             | 5,96 m    | Evgenij Luk'janenko                                                                         | 5,85 m    | Derek Miles                                                               | 5,70 m    | Classifica completa |
| Salto in lungo | Irving Saladino                                                                                          | 8,34 m    | Godfrey Khotso Mokoena                                                                      | 8,24 m    | Ibrahim Camejo                                                            | 8,20 m    | Classifica completa |
| Salto triplo | Nelson Évora                                                                                             | 17,67 m   | Phillips Idowu                                                                              | 17,62 m   | Leevan Sands                                                              | 17,59 m   | Classifica completa |
| Getto del peso | Tomasz Majewski                                                                                          | 21,51 m   | Christian Cantwell                                                                          | 21,09 m   | Dylan Armstrong                                                           | 21,04 m   | Classifica completa |
| Lancio del disco | Gerd Kanter                                                                                              | 68,82 m   | Piotr Małachowski                                                                           | 67,82 m   | Virgilijus Alekna                                                         | 67,79 m   | Classifica completa |
| Lancio del martello | Primož Kozmus                                                                                            | 82,02 m   | Vadzim Dzevjatoŭski                                                                         | 81,61 m   | Ivan Cichan                                                               | 81,51 m   | Classifica completa |
| Lancio del giavellotto | Andreas Thorkildsen                                                                                      | 90,57 m   | Ainārs Kovals                                                                               | 86,64 m   | Tero Pitkämäki                                                            | 86,16 m   | Classifica completa |
| Decathlon | Bryan Clay                                                                                               | 8.791 p.  | Andrėj Kraŭčanka                                                                            | 8.551 p.  | Leonel Suárez                                                             | 8.527 p.  | Classifica completa |
| Staffetta 4×100 m | Trinidad e Tobago Keston Bledman Marc Burns Emmanuel Callender Richard Thompson Aaron Armstrong          | 38"06     | Giappone Naoki Tsukahara Shingo Suetsugu Shinji Takahira Nobuharu Asahara                   | 38"15     | Brasile Vicente Lenilson Sandro Viana Bruno de Barros José Carlos Moreira | 38"24     | Classifica completa |
| Staffetta 4×400 m | Stati Uniti LaShawn Merritt Angelo Taylor David Neville Jeremy Wariner Kerron Clement Reggie Witherspoon | 2'55"39   | Bahamas Andretti Bain Michael Mathieu Andrae Williams Chris Brown Avard Moncur Ramon Miller | 2'58"03   | Regno Unito Andrew Steele Robert Tobin Michael Bingham Martyn Rooney      | 2'58"81   | Classifica completa |
| record mondiale; record olimpico; record mondiale stagionale; record africano; record asiatico; record europeo; record nord-centroamericano e caraibico; record sudamericano; record oceaniano; record nazionale; record personale; record personale stagionale. | |           |                                                                                             |           |                                                                           |           |                     |

Statistiche
Dei 21 olimpionici vincitori delle gare individuali di Atene (Hicham El Guerrouj trionfò su 1500 e 5000 metri) solo due hanno lasciato l'attività agonistica (Korzeniowski e lo stesso El Guerrouj). In più Justin Gatlin (100 metri) è stato squalificato, Timothy Mack (Salto con l'asta) non si è qualificato e Christian Olsson (Salto triplo) è infortunato. Dei rimanenti sedici campioni olimpici, solo Kenenisa Bekele (10.000 metri) ed Andreas Thorkildsen (Lancio del giavellotto), riescono a confermarsi. 

Sono tre i primatisti mondiali che vincono la loro gara a Pechino: Usain Bolt (100 metri, non aveva ancora il record sui 200 che stabilisce in quest'occasione), Kenenisa Bekele (sia sui 5000 che sui 10.000 metri) e Dayron Robles (110 m hs).

Nel 2007 si sono tenuti ad Osaka i Campionati mondiali di atletica leggera. Dei 20 campioni di gare individuali (Tyson Gay, velocista, e Bernard Lagat, mezzofondista, hanno trionfato in due gare ciascuno) diciannove si presentano a Pechino per tentare l'abbinamento con l'oro olimpico (manca solo il campione dei 50 km di marcia, l'australiano Deakes). Solo cinque vi riescono: Kenenisa Bekele (10.000 metri), Brimin Kipruto (3000 siepi), Irving Saladino (Salto in lungo), Nelson Évora (Triplo) e Gerd Kanter (Lancio del disco). Nelle prime due gare il risultato di Pechino supera quello di Osaka, nelle rimanenti tre è inferiore.

Due atleti, Kenenisa Bekele (10.000 metri) e Roman Šebrle (Decathlon) sono gli unici che si presentano nella veste di campione in carica e di primatista mondiale. Bekele, come si è già visto, vince per la seconda volta il titolo.
Sono dodici gli atleti di categoria Junior che riescono a qualificarsi ai Giochi. Cinque raggiungono la finale (quattro se si considera che i 10000 metri si disputano in gara unica). Il migliore è il kenyota Asbel Kiprop, che disputa la finale dei 1500 metri arrivando secondo; l'anno dopo riceve l'oro dopo la squalifica del vincitore.